# Endozoicomonadaceae
Die Endozoicomonadaceae sind eine Familie von Bakterien. Die Arten kommen innerhalb von marinen Lebewesen, wie z. B. Korallen und Schwämmen vor.

## Merkmale
Die Zellen der einzelnen Arten der Endozoicomonadaceae sind stäbchenförmig. Die Zellenden von Sansalvadorimonas sind leicht angeschwollen. Die Arten sind beweglich. So sind Endozoicomonas und Sansalvadorimonas polar (am Zellende) mit einem einzelnen Flagellum begeißelt.

## Stoffwechsel
Die Arten der Endozoicomonadaceae sind aerob, nutzen also Sauerstoff. Einige Arten können auch unter Ausschluss von Sauerstoff leben, sie sind fakultativ anaerob. Die im Jahr 2018 beschriebene Art Sansalvadorimonas verongulae ist strikt aerob. Die Arten sind chemoorganotroph, benötigen also organische Stoffe zum Wachstum. Für das Wachstum wird zusätzlich Salz benötigt, mindestens 0,5 % NaCl.

## Chemische Merkmale
Das dominierende Chinon ist Ubichinon Q-9. Außerdem sind (je nach Gattung unterschiedlich) Ubichinon 8, Ubichinon 10, Menachinon 8 und Menachinon 9 vorhanden. Die vorherrschenden Phospholipide sind Phosphatidylethanolamin, Phosphatidylglycerin, Phosphatidylserin und Diphosphatidylglycerin.
Bei Parendozoicomonas wurden Spermidin, Spuren von Putrescin, Cadaverin,
sym-Homospermidin und Spermin gefunden.

## Systematik
Im Januar 2021 wurden drei Gattungen zu der Familie Endozoicomonadaceae gestellt: Die Endozoicomonas, Parendozoicomonas und Kistimonas. Die Art Sansalvadorimonas verongulae steht unter Diskussion, momentan (Stand Januar 2021) wird sie zu der Familie der Hahellaceae gestellt, weist aber Merkmale auf, die eher zu den Endozoicomonadaceae passen.
Es folgt eine Liste einiger Art:
- "Candidatus Acestibacter" Jensen et al. 2010
- Endozoicomonas Kurahashi and Yokota 2007
- "Candidatus Gorgonimonas" Keller-Costa et al. 2022
- Kistimonas Choi et al. 2010
- Parendozoicomonas Bartz et al. 2018
- Candidatus Sororendozoicomonas Maire et al. 2024

## Ökologie
Die Arten der Endozoicomonadaceae kommen in marinen, wirbellosen Lebewesen, wie z. B. Schwämme und Korallen vor. Die Arten Parendozoicomonas und Sansalvadorimonas wurden von Schwämmen isoliert. Arten von Endozoicomonas wurden in Korallen, Schwämmen und anderen wirbellosen Riffbewohnern nachgewiesen. Die Art Candidatus Sororendozoicomonas aggregata kommt als Endosymbiont in der Korallenart Pocillopora acuta vor. Diese Art konnte noch nicht einzeln kultiviert werden, von daher wird es als Candidatus eingestuft.
Diese Bakterien bilden eine Symbiose mit Korallen und scheinen eine wichtige Rolle für die Korallen spielen, was aufgrund der Bedrohung der Korallen durch sich ändernde Umweltbedingungen von besonderen Interesse ist.